# Megandrena enceliae
Megandrena enceliae är en biart som först beskrevs av Cockerell 1927.  Megandrena enceliae ingår i släktet Megandrena och familjen grävbin. Inga underarter finns listade i Catalogue of Life.